# Nikon D5600
Die Nikon D5600 ist eine digitale Spiegelreflexkamera des japanischen Herstellers Nikon, die im November 2016 in den Markt eingeführt wurde.

## Technische Merkmale
Die Kamera besitzt unter anderem folgende Merkmale:
- Es können Zeitrafferfilme aufgenommen werden.
- Als Fernauslöser kann ein hauseigener Funkauslöser, z. B. WR-1, oder die Mobile App SnapBridge auf einem Smartphone verwendet werden.[2]
- Mit SnapBridge verfügt die Kamera über die Möglichkeit zur Kommunikation mittels Bluetooth mit dem Smartphone. Dabei werden die Aufnahmen, Bilder oder Videos, unmittelbar nach der Aufnahme an das Smartphone übertragen und können dort weiterverarbeitet werden.
- Der Vergrößerungsfaktor des Suchers wird in der Literatur mit 0,82-fach[2] bzw. 0,55-fach[3] verschieden angegeben.
- Im Gegensatz zu allen höherpreisigen Nikon DSLR- und DLSM-Modellen befindet sich der Play-Button rechts neben dem Bildschirm und ist somit mit dem Daumen der rechten Hand erreichbar.

In der ursprünglichen Firmwareversion der Kamera war die Verwendung des WLAN ausschließlich auf Nikons SnapBridge-App beschränkt, was auch andere Kameramodelle Nikons betraf. Nach einem vom Fotografen Gunther Wegner initiierten offenen Brief wurde diese Beschränkung mit einem Firmwareupdate im Mai 2019 aufgehoben und die WLAN-Konnektivität für Anwendungen von Drittanbietern geöffnet.

## Bilder der Kamera

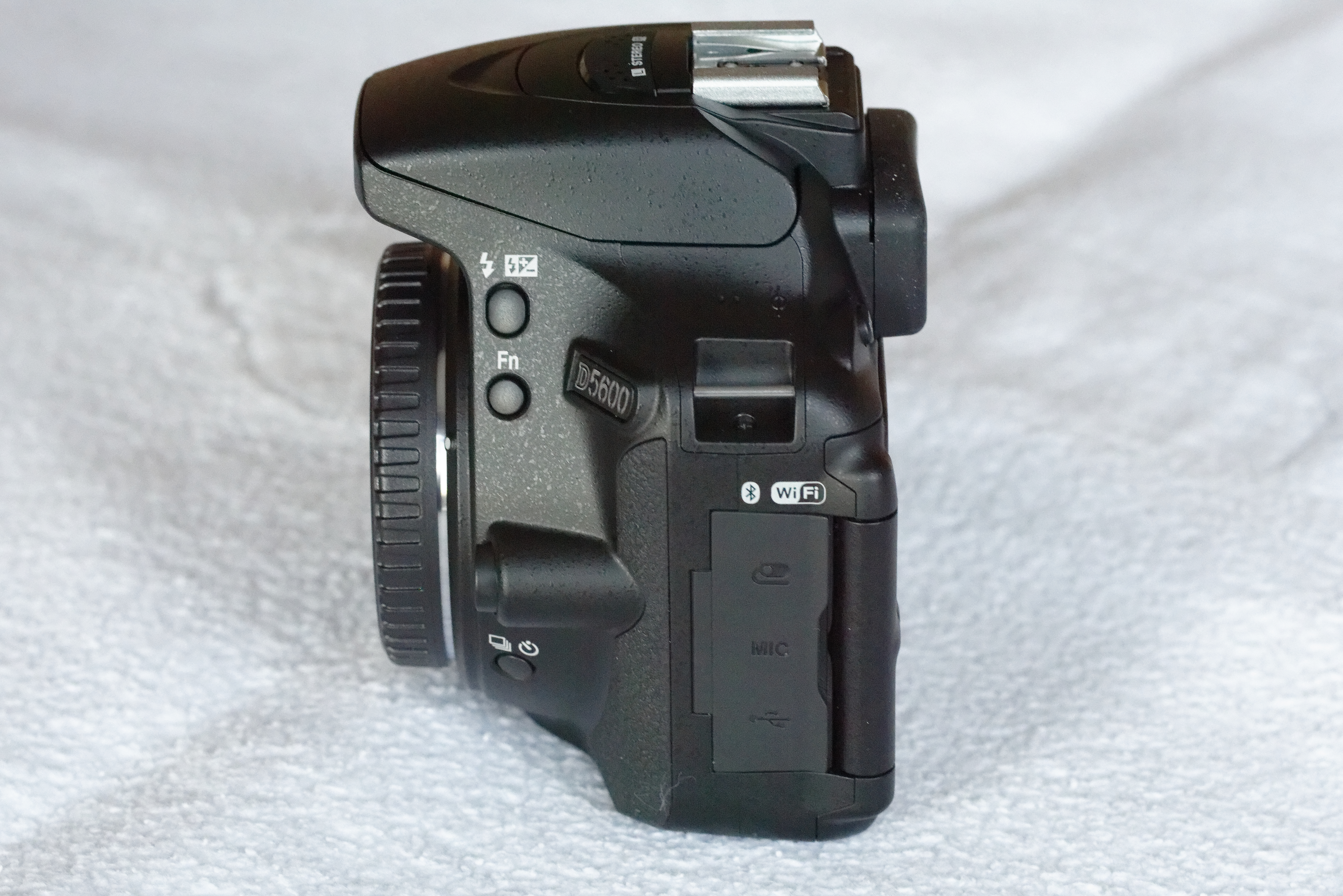
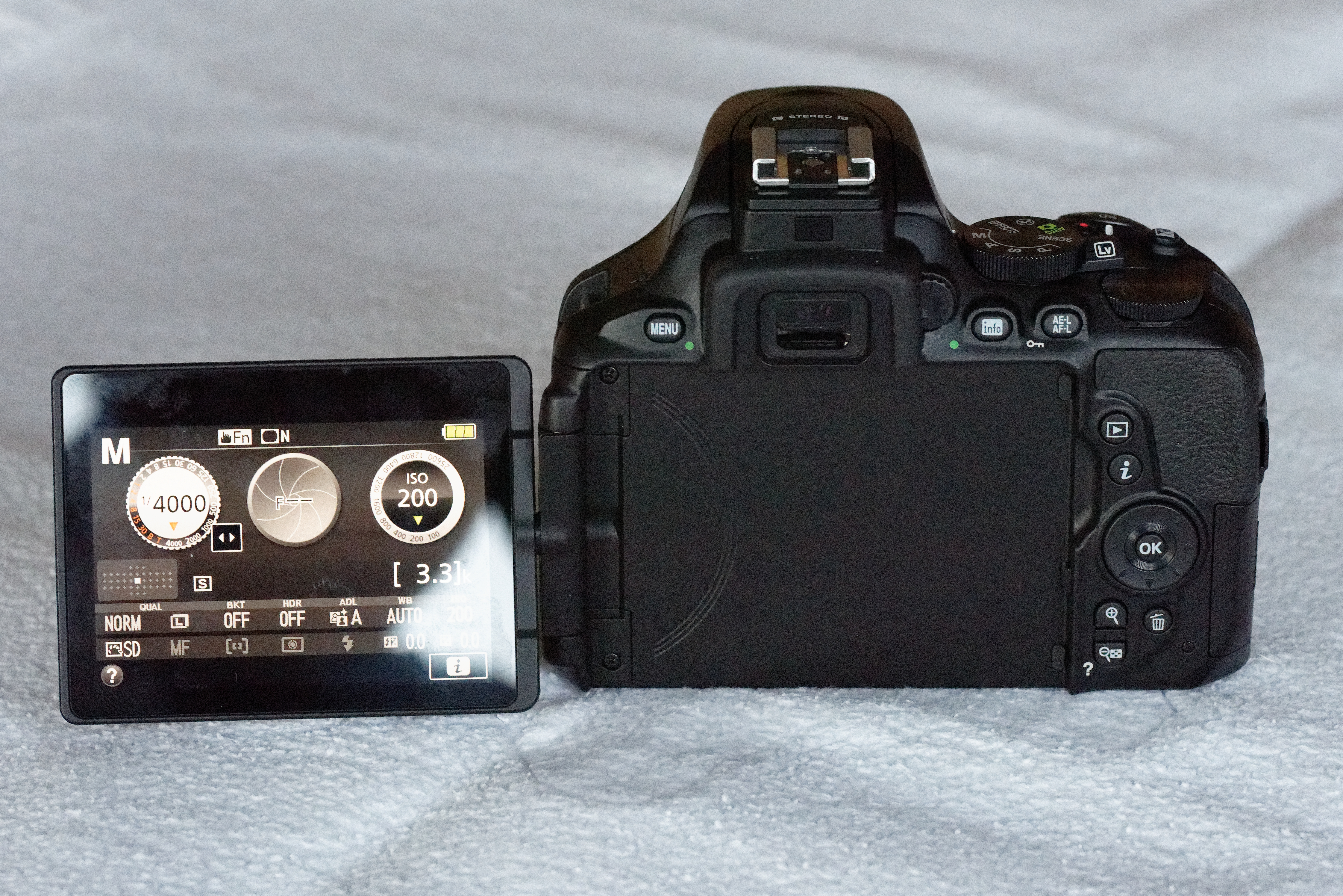
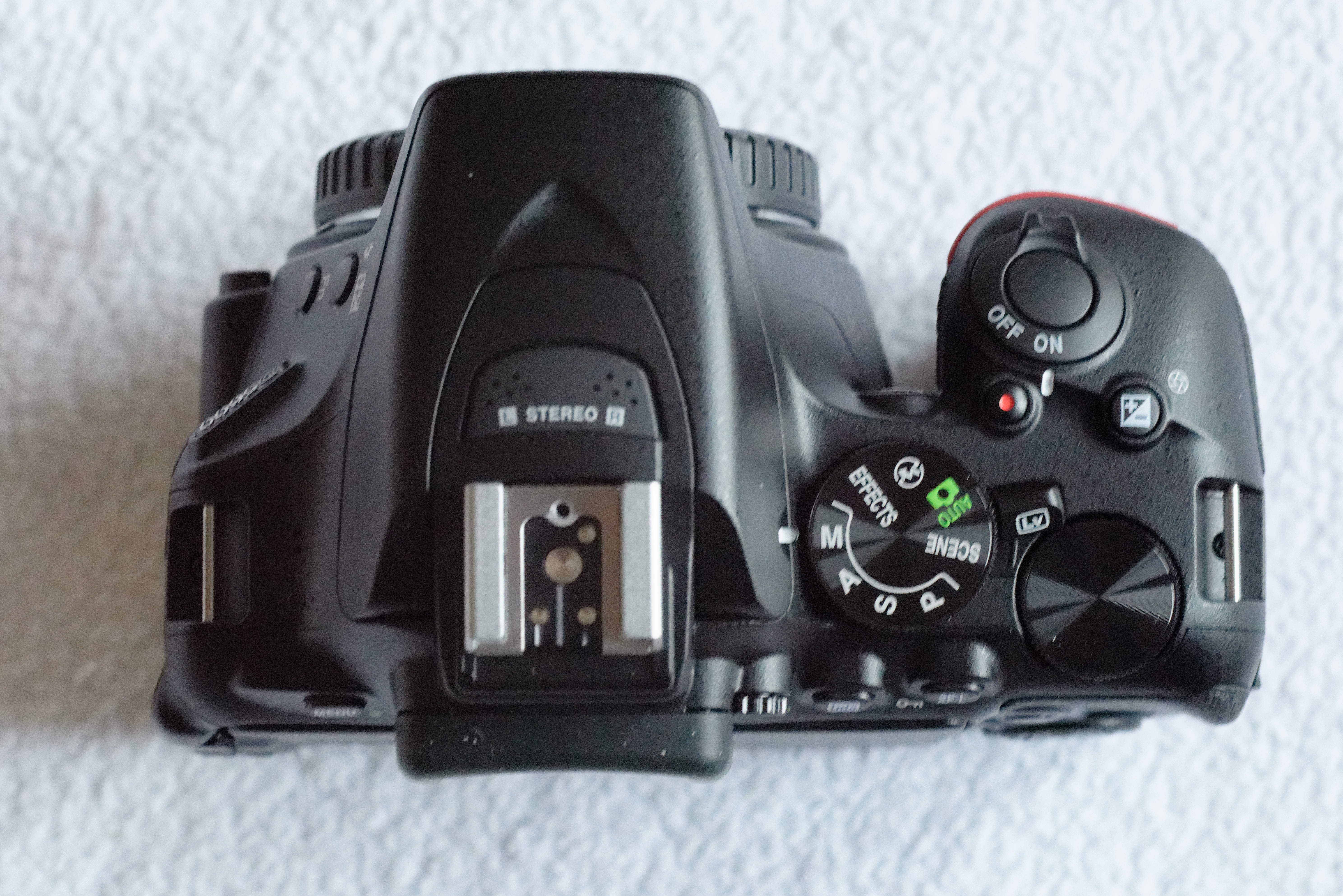